# Женщина из Токио
«Женщина из Токио» (яп. 東京の女, Tôkyô no onna; англ. Woman of Tokyo) — немой фильм режиссёра Ясудзиро Одзу, вышедший на экраны в 1933 году.

## Сюжет
Тикако живёт со своим младшим братом Рёити и мечтает об одном — чтобы тот успешно окончил университет и получил профессию. Ради этого она готова пойти на всё. Однажды Харуэ, подруга Рёити, узнаёт, что Тикако по вечерам подрабатывает в салоне, занимаясь проституцией. Когда это становится известно Рёити, тот сначала отказывается поверить, а затем начинает чувствовать свою вину: ведь это из-за него сестра поступилась своей честью. После объяснения с Тикако Рёити уходит из дома; на следующее утро его находят повесившимся.

## В ролях
- Ёсико Окада — Тикако
- Урэо Эгава — Рёити
- Кинуё Танака — Харуэ
- Синъё Нара — Киносита
- Тисю Рю — репортер

## Создание фильма
28-й фильм выдающегося кинорежиссёра Ясудзиро Одзу, снятый с конца января по начало февраля 1933 года и вышедший в прокат 9 февраля того же года. Рабочее название «Её место» (Tatoeba kanojo no baai).
Хотя в титрах указано, что лента снята по мотивам романа Эрнста Шварца «Двадцать шесть часов», никогда не существовало ни такого романа, ни такого писателя. Имя последнего составлено из имён режиссёров Ханса Шварца (Hanns Schwarz) и Эрнста Любича, творчеством которых увлекался Одзу. В частности, в одном из эпизодов персонажи смотрят в кинотеатре снятый Любичем отрывок из фильма-антологии «Если бы у меня был миллион» (If I Had a Million).

## Дополнительные факты
Данная работа режиссёра является идеальной для аналитического исследования технических характеристик мастера кинорежиссуры Ясудзиро Одзу.
Этот фильм был снят за восемь дней. Съёмки начались ещё до того, как сценарий был завершён. В нём рассказывается история о женщине, которая работает днём в офисе и подрабатывает в непристойном заведении по ночам. Нам пришла идея об этой истории, когда мы увидели танец подобной девицы. Автор в титрах — это вымышленный образ. Я думаю, что это довольно хороший фильм. Некий мой композиционный стиль начал проявляться именно с этого момента.